# Rumont
|  | Per a altres significats, vegeu «Rumont (Sena i Marne)». |

Rumont és un municipi francès al departament del Mosa (regió de Gran Est) regat per l'Ezrule. L'any 2019 tenia 85 habitants.

## Demografia
El 2007 tenia 101 habitants. Hi havia 38 famílies, 43 habitatges, 38 eren habitatges principals, dos segones residències i dos estaven desocupats.

## Economia
El 2007 la població en edat de treballar era de 66 persones, 42 eren actives i 24 eren inactives. Hi havia tres empreses extractives, dues de comerç i reparació d'automòbils i una financera.
El parc eòlic Beauregard, inaugurat l'octubre del 2006 es troba a cavall al territori del municipi veí Vavincourt. Compost per set aerogeneradors, desenvolupa una potència total de 14,35 MW i produeix 24,1 GWh a l'any. El parc eòlic Haut de Bâne, es comparteix amb el municipi d'Érize-Saint-Dizier, els sis aerogeneradors, desenvolupen una potència total de 12 MW i produeix 22,6 GWh a l'any.

## Monuments
- Església de Hipòlit (segle xvi, reconstruït el 1753)